# J.B.ハロルド
J.B.ハロルドは、リバーヒルソフトから発売、及びアルティで配信されているアドベンチャーゲーム、J.B.ハロルドシリーズに登場する架空の警察官。
架空の町「リバティータウン」の警察署の刑事課に勤務している。

## プロフィール
1957年生まれ

### 容貌
身長6フィート、体重195ポンド。

トレードマークは臙脂色のトレンチコートと黒いソフト帽を常に着用している。

ゲームの演出上、人相は不明確にされているが、「ブルー・シカゴ・ブルース」では実際に俳優が演じているため、素顔を明らかにしている。

### 過去
刑事を父親に持ち、その職業を嫌ってワシントンD.C.のジョージタウン大学に在籍していたが、恋人が犯罪に巻き込まれて命を落としたことを機に、故郷に戻って警察官になった。「ブルー･シカゴ・ブルース」において、刑事になって10年近いことを語っている。

### 行動
寡黙でゲーム中の台詞も少ない。自身の経験や直感を頼りにして単独捜査することが多い。少々頑固で安易に他人の意見に同調しないが、人情の機敏は持ち合わせており、彼との出会いを通じて精神的に救われた人物も多い。その実力と人望は、作中で関わったロビイストや大物実業家からも一目置かれるほどであるが、地位や金銭への執着は全く見せない。また、関わった女性から思いを寄せられることも少なくない。

拳銃を使うことはなく、劇中で人への発砲経験がないことを語っている。

### 嗜好
好物はバーボンウィスキー。初期はアーリータイムズを愛飲していた。また喫煙家で捜査情報を整理するために煙草を吸う場面が多い。こちらは初期ではラッキーストライクだった。カウンターだけの小さなバーで、煙草をくゆらしながらバーボンを飲むのが日課。C.パーカーやJ.コルトレーンなどのモダンジャズを好んで聴く。 

### 作中の履歴
デビュー作「殺人倶楽部」では地元リバティタウンで起きた連続殺人事件を解決する。この捜査の過程で知り合ったサラ・シールズという女性から後に手紙を受け取ったことが、「マンハッタン・レクイエム」「キス･オブ･マーダー」におけるニューヨークでの事件につながっていく。

「D.C.コネクション」では、連続殺人事件の捜査でワシントンD.C.に出張し、学生時代の友人達と再会し過去の悲しい記憶と向きあうことになる。

他も越境捜査の機会が多く、シアトル、サンフランシスコ、ボストンで連続殺人事件の捜査に携わっている。

その後、「ブルー･シカゴ･ブルース」において同僚で協力者でもあるキャサリン･ホワイトにプロポーズする。しかし、その直後に彼女はシカゴで事件に巻き込まれ、それがJ.B.を新たな事件に誘うことになる。

21世紀に入って、リバティタウンが大都市リバティシティへと発展したとき、マイケル･ターナー署長の推薦で未解決犯罪捜査班Acolytes(アコライツ)のメンバーとなり、「伝説の刑事」として若手の刑事達を陰から支援している。

### 呼び名
登場人物からはJ.B.と呼ばれることが多い。（敬称はハロルド刑事）「ブルーシカゴ・ブルース」でコンビを組んだシカゴ市警の刑事テッド・ロッセンからは冗談半分にジェリービーンズと呼ばれた。ファーストネームの「J」及びセカンドネームの「B」の正式名称は明らかになっていない。

## 越境捜査
J.B.ハロルドシリーズでリバティタウンが舞台になったのは第一作『殺人倶楽部』のみであり、以降はアメリカの実在する大都市が舞台となっている。しかし、続編の未解決捜査班アコライツシリーズでは、リバティタウンから発展したリバティシティが舞台になっている。